# Anthoceros erectus
Anthoceros erectus là một loài rêu trong họ Anthocerotaceae. Loài này được Kashyap mô tả khoa học đầu tiên năm 1915.